# 石川恭子
石川 恭子（いしかわ きょうこ、1928年3月22日 - 2020年4月14日）は、日本の歌人、医師。

## 人物・来歴
東京府生まれ。小学校時代から作歌を始める。東京女子医学専門学校卒業。内科医として働くかたわら短歌を詠み、短歌結社『立春』、加藤克巳の『個性』をへて、歌誌『素馨（そけい）』主宰。1994年、歌集『木犀の秋』で第21回日本歌人クラブ賞受賞。

## 著書
- 『春の樹立 石川恭子歌集』(立春叢書) 新星書房, 1970
- 『首夏 石川恭子歌集』短歌新聞社, 1982
- 『野の薫り 石川恭子歌集』 (昭和歌人集成) 短歌新聞社, 1985
- 『黙示 花の歌集』雁書房, 1986
- 『石街 石川恭子歌集』短歌新聞社, 1988
- 『石川恭子歌集』沖積舎, 1990
- 『繊月 石川恭子歌集』(個性叢書) 短歌新聞社, 1990
- 『深紅 歌集』沖積舎, 1991
- 『与謝野晶子ノート』角川書店, 1992
- 『木犀の秋 歌集』花神社, 1993
- 『蝉坂 歌集』 (個性叢書) (素馨叢書) 短歌研究社, 1994
- 『朝鶯 石川恭子歌集』 (現代女流短歌全集) 短歌新聞社, 1998
- 『花鳥記 石川恭子歌集』沖積舎, 1999
- 『つゆくさ 石川恭子歌集』 (素馨叢書 角川書店, 2000
- 『黒天球 石川恭子歌集』雁書館, 2000
- 『与謝野晶子ノート 続』角川書店, 2000
- 『大地晩餐 石川恭子歌集』(素馨叢書) 雁書館, 2001
- 『蘇鉄の花 石川恭子歌集』(素馨叢書) 雁書館, 2002
- 『森の梢 石川恭子歌集』(素馨叢書) 短歌研究社, 2003
- 『石川恭子歌集 第2集』沖積舎, 2006
- 『微塵 石川恭子歌集』(21世紀歌人シリーズ) (素馨叢書) 角川書店, 2012
- 『雲も旅人 石川恭子歌集』砂子屋書房, 2014
- 『青光空間 歌集』 (素馨叢書) 砂子屋書房, 2015
- 『黄葉の森 歌集』(素馨叢書) 砂子屋書房, 2016
- 『Forever 石川恭子歌集』(素馨叢書) 砂子屋書房, 2018.6